# Алексеев, Евгений Ростиславович
Евгений Ростиславович Алексеев (13 сентября 1964 года, Краснослободск) — автор самоучителей по информатике. Работает в Кубанском Государственном университете доцентом кафедры на факультете математики и компьютерных наук (ФМиКН). В 1986 г. окончил с отличием Донецкий политехнический институт по специальности 0647 «Прикладная математика». В 1986 −1991 гг. работал инженером в СКТБ СУ Института прикладной математики АН УССР. С 1992 г. работает на кафедре ВМиП в должности ассистента, старшего преподавателя, доцента. В 2003 г. успешно защитил кандидатскую диссертацию в Донецком национальном техническом университете. Автор более пятидесяти научных и методических работ, восьми книг. Автор первого полного русскоязычного руководства по работе в свободно распространяемом (под лицензией CeCILL, совместимой с GPL) математическом пакете Scilab и первого учебника по математическому пакету GNU Octave.
Область научных интересов — свободно распространяемое программное обеспечение, методы вычислительной математики, использование математических пакетов для решения инженерных и научно-технических задач.

## Книги автора
1. Алексеев Е. Р., Чеснокова О. В., Павлыш В. Н., Славинская Л. В. Турбо Паскаль. Численные методы. — М.: НТ Пресс, 2006. — 272 с.
2. Алексеев Е. Р., Чеснокова О. В. Турбо Паскаль. Самоучитель. — М.: НТ Пресс, 2006. — 314 с.
3. Алексеев Е. Р., Чеснокова О. В. MathCad 12. Самоучитель. — М.: НТ Пресс, 2005. — 345 с.
4. Алексеев Е. Р., Чеснокова О. В. MATLAB 7. Самоучитель. — М.: НТ Пресс, 2005. — 464 с.
5. Алексеев Е. Р., Чеснокова О. В. Решение задач вычислительной математики в пакетах MathCad 12, MATLAB 7, Maple 9. Самоучитель. — М.: НТ Пресс, 2005. −496c.
6. Алексеев Е. Р. Универсальный самоучитель начинающего пользователя ПК. — М.: НТ Пресс, 2006. — 640 с.
7. Алексеев Е. Р. Программирование на Microsoft Visual C++ и Turbo C++ Explorer. — М.: НТ Пресс, 2007. — 352 с.
8. Алексеев Е. Р. Интернет от A до Z. — М.: НТ Пресс, 2008. — 448 с.
9. Алексеев Е. Р. Электронная почта от А до Я — М.: НТ Пресс, ВКТ, 2008. — 192 с.
10. Алексеев Е. Р., Чеснокова О. В., Рудченко Е. А. Решение инженерных и математических задач в пакете Scilab. — М.: ALT Linux, 2008. — 257 с.
11. Алексеев Е. Р., Чеснокова О. В., Кучер Т. В. Free Pascal и Lazarus: Учебник по программированию. — М., ALT Linux, 2010. — 438 c.
12. Алексеев Е. Р., Чеснокова О. В. Введение в Octave для инженеров и математиков. — М., ALT Linux, 2012. — 368 c.